# Trîlisî, Fastiv
Trîlisî (în ucraineană Триліси) este o comună în raionul Fastiv, regiunea Kiev, Ucraina, formată numai din satul de reședință.

## Demografie
Componența lingvistică a comunei Trîlisî
     Ucraineană (98,58%)
     Rusă (1,26%)
     Alte limbi (0,17%)
Conform recensământului din 2001, majoritatea populației comunei Trîlisî era vorbitoare de ucraineană (98,58%), existând în minoritate și vorbitori de rusă (1,26%).